# Jens Voigt
Jens Voigt (født 17. september 1971) er en tidligere professionel tysk cykelrytter. Voigt er kendt som en venlig[kilde mangler] cykelrytter med en tendens til at angribe på ethvert muligt tidspunkt, og for sin positive væremåde.[kilde mangler] Han er en rytter, der er i stand til at angribe flere gange i træk, holde højt tempo over længere strækninger og er god i bjergene. Han har haft den gule førertrøje i Tour de France to gange, selv om Voigt aldrig har udfordret de store klassementsryttere, fordi han er ude af stand til at følge med bjergspecialisterne, når det virkelig går opad. I september 2014 slog han timerekorden og nåede 51,115 km, og slog derved den tidligere rekord med over en kilometer. Rekorden blev slået af Matthias Brändle i oktober samme år.
Voigt er valgt som rytternes repræsentant i ProTourens bestyrelse, for Cyclistes Professionels Associés (CPA), og han har talt i skarpe vendinger om brugen af doping i professionel cykling. Udover tysk, taler han både engelsk og fransk.

## Karriere
Jens Voigt blev født i Grevesmühlen, Mecklenburg-Vorpommern, i det samme område som Tour de France-vinder, Jan Ullrich.[kilde mangler] Han vandt Peace Race som amatør i 1994, og toppede UCI's "Challenge Mondial Amateurs"-liste i december 1994. Efter en karriere i den tyske hær, startede han sin professionelle cykelkarriere i 1997, hvor han vandt flere løb for det lille australske cykelhold ZVVZ Giant Australian Institute of Sport.
I 1998 flyttede han med støtte[kilde mangler] fra sin tidligere sportsdirektør fra ZVVZ, tyskfødte Heiko Salzwedel, til det store franske hold GAN (nu Crédit Agricole), hvor han kørte de næste fem år. Under Crédit Agricole-tiden sled han sig til mere end tyve større sejre, blandt dem en dag i den gule førertrøje i Tour de France 2000, og en etapesejr i Tour de France 2001. Desuden hjalp[kilde mangler] Voigt Jan Ullrich til sejr i OL i landevejsløb i 2000, som en del af det tyske landshold.

### 2004
I 2004 flyttede Voigt til det danske Team CSC, hvor han senere ville blive genforenet med sin tidligere holdkammerat fra Crédit Agricole, Bobby Julich. Sammen udgjorde de et stærkt hold, idet de begge var gode tempospecialister. Sammen har de domineret 2004- og 2005-udgaverne af LuK Challenge-løbet, et to-mands enkeltstartsløb.[kilde mangler]
Jens Voigt kørte Tour de France 2004 for Team CSC's kaptajn Ivan Basso. Gennem de tyve etaper af løbet kunne Jens Voigt og holdkammeraten Jakob Piil ses meget ofte i udbrud, hvor de "kontrollerede udbruddet"[kilde mangler] for Team CSC. På 15. etape var Voigt nok engang i udbrud, men da Jan Ullrich angreb længere nede, og fik hul til både Lance Armstrong og Ivan Basso, og Armstrongs hold ikke så til at være ude af stand til at hente ham igen, blev han kaldt tilbage fra sit udbrud for at kunne forsvare Ivan Bassos podieplacering. Voigt så Ullrich køre forbi ham mens han ventede på sin kaptajn, førend han egenhændigt lukkede hullet til Ullrich.[kilde mangler] Den næste dag var en enkeltstart på Alpe d'Huez med 900.000[kilde mangler] tilskuere i vejsiderne. Der blev råbt af Voigt fra de tyske fans, der kaldte ham Judas Iscariot,[kilde mangler] fordi han ødelagde[kilde mangler] Jan Ullrichs chancer for sejr. Jens Voigt reagerede meget stærkt mod behandlingen, og han kritiserede offentligt[kilde mangler] den tyske TV-kanal ARD for at have startet en heksejagt på ham og han gjorde opmærksom på at han var på lønningslisten hos Team CSC, ikke Tyskland.

### 2005
I begyndelsen af 2005-sæsonen vandt Jens Voigt etapeløbet Tour Méditerranéen, foran holdkammeraterne Frank Schleck, der blev nummer 2, og Nicki Sørensen, der blev nummer 4. Jens Voigt vandt det allerførste UCI ProTour-løb, da han vandt prologen på 2005-udgaven af Paris-Nice, et løb Bobby Julich vandt samlet. Voigt vandt næsten klassikeren Liège-Bastogne-Liège i 2005, men han blev slået på målstregene af Alexander Vinokurov, efter at Voigt havde været i udbrud under næsten hele løbet.[kilde mangler]
Efter en stærk placering i enkeltstarten på 1. etape af Tour de France 2005, var Voigt kun et minut efter Lance Armstrong i den gule førertrøje, og i de følgende etaper forsøgte Voigt hårdt at tage føringen i den samlede stilling.[kilde mangler] Han tog derfor del i mange angreb, og på 9. etape, etapen før den første hviledag, kom Voigt endelig i et udbrud, der holdt til mållinjen. Voigt sluttede som nummer tre, tre minutter før Armstrong. Hans tid i den gule førertrøje var dog begrænset, efter at han faldt tilbage på en 168. plads på 10. etape, efter at have haft feber.[kilde mangler] Voigt udgik på 11. etape efter at have kørt to minutter uden for tidsgrænsen.[kilde mangler] Som et resultat af hans ellers stabile[kilde mangler] kørsel sluttede Jens Voigt 2005-sæsonen som nr. 29 i UCI ProTour'en.

### 2006
I 2006 lagde Voigt langsommere ud end i 2005-sæsonen, fordi han sparede sin energi til at kunne hjælpe Ivan Basso i både Giro d'Italia 2006 og Tour de France 2006. Hans eneste nævneværdige resultat indtil Giro-starten i maj var hans traditionelle[kilde mangler] angreb på 5. etape af ProTour-løbet Baskerlandet Rundt, men han var nødt til at tage til takke med en andenplads bag etapevinderen Thomas Voeckler.
Under Giro d'Italia kørte Voigt som hjælperytter for Basso. Efter Team CSC's sejr på holdtidskørslen på 5. etape, var Voigt på andenpladsen efter Serhiy Honchar, som han kun havde seks sekunder op til. På løbets første bjergetape hjalp Voigt Basso med at tage den samlede føring, mens han selv gled ned i den samlede stilling, han senere ville slutte som nr. 37 på. På den bjergrige 19. etape var både Voigt og hans holdkammerat Bobby Julich i et tyvemands udbrud, men fordi Team CSC tog føringer i feltet for at kunne forsvare Bassos førsteplads, tog Voigt og Julich ikke del i arbejdet i udbruddet. Op ad den sidste stigning på etapen var Voigt alene med den spanske rytter Juan Manuel Gárate, men fordi Voigt ikke syntes, at han havde gjort nok arbejde på etapen til at tage sejren, lod han Garate vinde. Voigt fik endelig sin første sejr i sæsonen i Ster Elektrotoer-løbet i juni. Her vandt han 4. etape og hjalp holdkammeraten Kurt-Asle Arvesen til den samlede sejr kun to uger før Tour-starten.
I dagene før Touren blev Ivan Basso suspenderet af Team CSC, efter at hans navn var sat i forbindelse med Operación Puerto-efterforskningerne. Det betød, at Carlos Sastre ville blive den nye holdkaptajn. Voigt tog rollen som tidlig angriber, for at kunne tage noget af arbejdspresset for holdet, og han tog del i en række mislykkede angreb på flere etaper. På 13. etape, Béziers til Montélimar, den længste etape i årets Tour på 231 kilometer, kom Voigt med i et fem-mands udbrud, der sluttede 29 minutter og 58 sekunder foran feltet. På opløbsstrækningen sprintede Voigt sig til sejren på etapen foran Óscar Pereiro, og dermed fik han sin blot anden Tour de France-etapesejr. På 15. etape hjalp Voigt igen hans holdkammerater, denne gang den nye bjerg-komet[kilde mangler] Frank Schleck fra Luxemburg ved at trække hårdt i udbruddet[kilde mangler] med holdkammeraten David Zabriskie fra USA – en etape, Schleck endte med at vinde. Voigt sluttede Tour de France 2006 på 53. pladsen, idet han hjalp Sastre til en samlet placering som nummer 4.
Han vandt senere på året Tyskland Rundt.

### 2007
Voigts største resultat dette år var sejren i Critérium International, og da han vandt Tyskland Rundt, var det anden gang i træk.[kilde mangler] Han blev dermed den første, der har vundet løbet to gange.[kilde mangler]

### 2008
I 2008 genvandt han Critérium International og vandt 18. etape i Giro d'Italia, men kritiserede samtidigt løbet for at være for hårdt.[kilde mangler] Han vandt i øvrigt også Polen Rundt samt løbets bjergkonkurrence[kilde mangler] og løbets 6. etape.

### 2009
I 2009-udgaven af Paris-Nice kæmpede han sig til en samlet 6. plads, knap to minutter efter vinderen Luis León Sánchez. Desuden vandt han 2. etape af Critérium International og løbet samlet for tredje år i træk. Det gør ham til den rytter, der har vundet løbet flest gange.[kilde mangler]
I 2009-udgaven af Tour de France styrtede Jens Voigt på 16. etape på vej ned af Col du Petit-Saint-Bernard[kilde mangler], hvorefter han udgik af løbet. Det menes at Jens Voigt mistede bevidstheden kortvarigt efter styrtet.[kilde mangler]

### 2014
I 2014 slog han timerekorden[kilde mangler] og offentliggjorde derefter, at han trak sig tilbage fra professionel cykling.[kilde mangler]